# Антерос
Антерос в древногръцката митология е син на Арес и Афродита. Според мита, Ерос бил самотен и Арес и Афродита го дарили с брат Антерос, с когото да играе.

Антерос е олицетворение на споделената любов. Също така той наказва тези, които презират любовта и чувствата на другите, и отмъщава за несподелената любов.

Физически той е изобразяван точно като Ерос, като единствените разлики са дългата му коса и крилата с форма на крилата на пеперуда. Типичните за него оръжия са златна тояга и колчан с оловни стрели.

Метеките (чуждоземци в древногръцките полиси, лишени от граждански права) изградили олтар на бог Антерос в Атина като възпоминание за несподелената любов на метека Тимагор към атинянина Мелетий. След като чул признанието на Тимагор, Мелетий подигравателно му наредил да се хвърли от една скала. Виждайки го мъртъв, Мелетий се разкаял и се хвърлил след него.